# Pierre Chayriguès
Pierre Chayriguès (2. května 1892, Paříž – 19. března 1965, Levallois-Perret) byl francouzský fotbalista.
Hrál na postu brankáře za Red Star.

## Hráčská kariéra
Pierre Chayriguès Hrál na postu brankáře za US Clichy a Red Star.
Za Francii chytal 21 zápasů. Byl na OH 1924.

## Úspěchy
Red Star
- Coupe de France: 1921, 1922, 1923